# Манориальные суды
Манориальные суды (англ. manorial courts) — низшие суды в Англии в феодальный период. У них была гражданская юрисдикция, ограниченная как по предмету, так и по географии. Они занимались делами, над которыми лорд поместья имел юрисдикцию, главным образом гражданскими правонарушениями, местными договорами и землевладением, и их полномочия распространялись только на тех, кто жил на землях поместья: владения и те земли, которые лорд передал другим, и на тех, кто владел там землей.
Существовало три типа манориального суда: суд чести, суд барона и обычный суд, также известный как суд халмота.
В каждом поместье были свои законы, обнародованные в документе под названием кустумал. Любой, кто нарушил эти законы, мог предстать перед манориальным судом. Более ранний англосаксонский метод судебного разбирательства посредством тяжких испытаний или принуждения был изменен норманнами на суд присяжных, состоящих из 12 местных свободных людей. Лорд или его управляющий были председателями, а приходские клерки вносили запись в манориальные списки (это список итога работы суда).